# هاري كرامب (لاعب كرة قدم أمريكية)
هاري كرامب (بالإنجليزية: Harry Crump)‏ هو لاعب كرة قدم أمريكية أمريكي، ولد في 18 يونيو 1940.

## وصلات خارجية
- هاري كرامب (لاعب كرة قدم أمريكية) على موقع مرجع كرة القدم المحترفة.كوم (الإنجليزية)